# Joaquim Nabuco de Araujo
Joaquim Aurélio Barreto Nabuco de Araújo (ur. 19 sierpnia 1849 w Recife, zm. 17 stycznia 1910 w Waszyngtonie) – brazylijski historyk i polityk, przywódca ruchu abolicjonistycznego.

## Życiorys
Pochodził z rodziny arystokratycznej. Studiował prawo w São Paulo i Recife. W latach 1879–1881 i 1885-1889 był członkiem parlamentu (Izby Deputowanych), w 1880 założył Brazylijskie Stowarzyszenie do Walki z Niewolnictwem, walczące o emancypację niewolników w Brazylii. Napisał dwie prace w języku portugalskim - Camões e Os Lusíadas (1872) o O Abolicionismo, oraz jedną po francusku - Pensées détachées et souvenirs (1906). Opowiadał się za monarchią konstytucyjną, jednak do 1900 zaakceptował republikę i podjął służbę nowemu ustrojowi. W 1905 został ambasadorem Brazylii w USA. Określał się jako zwolennik panamerykanizmu.